# ウィーンのカリオストロ
『ウィーンのカリオストロ』（ドイツ語: Cagliostro in Wien）は、ヨハン・シュトラウス2世が作曲したオペレッタである。ウィーンを舞台にカリオストロが引き起こす騒動を描く。同オペレッタの劇中曲から編曲された作品として、ポルカの「狩り」（Auf der Jagd）op.373や「お気に召すまま」（Bitte schön）op.372などがある。

## 初演
1875年2月27日にアン・デア・ウィーン劇場で初演された。

## 構成
- 序曲
- 第1幕
- 第2幕
- 第3幕